# Typhochrestus epidaurensis
Typhochrestus epidaurensis là một loài nhện trong họ Linyphiidae.
Loài này thuộc chi Typhochrestus. Typhochrestus epidaurensis được Jörg Wunderlich miêu tả năm 1995.